# X/1106 C1
X/1106 C1 war ein Komet, der im Jahr 1106 mit dem bloßen Auge gesehen werden konnte. Er wird aufgrund seiner außergewöhnlichen Helligkeit zu den „Großen Kometen“ gezählt.

## Entdeckung und Sichtbarkeit
Dieser Komet wurde wahrscheinlich zum ersten Mal im hellen Tageslicht des 2. Februar in Belgien gesehen. Der Historiker Sigebert von Gembloux (Sigebertus Gemblacensis) berichtet in seinem Chronicon sive Chronographia von einem Stern, der in der Nähe der Sonne erschien. Auch in Bari in Italien wurde möglicherweise am selben Tag ein Stern am Tage gesehen. Die nächste Sichtungsmeldung stammt aus Palästina, wo der Komet am 7. Februar in der Abenddämmerung mit einem Schweif von etwa 100° Länge gesehen wurde.
Zwei Tage später wurde er in Japan erblickt, ebenfalls mit der genannten Schweiflänge und mit „weißer“ Farbe. Bis zum 11. Februar hatte sich die Schweiflänge auf 15° verringert und am folgenden Tag auf nur noch 5°, aber am 20. Februar betrug sie wieder um die 30°. Vielleicht gab es in Japan zu dieser Zeit ungünstige Sichtungsbedingungen aufgrund des Winterwetters. Nach mehr als 30 Tagen geriet der Komet dann außer Sicht.
Auch chinesische und koreanische Astronomen bemerkten den Kometen. In China wurde am 10. Februar am südwestlichen Himmel ein „Besenstern“ mit einem Kopf von der „Größe einer Tasse“ gesehen. Der Schweif war 90° lang und 4–5° breit und zeigte nach Nordosten. Die „Strahlen“ des Kometen seien „in alle Richtungen zerstreut und wie in Stücke zerbrochen“ gewesen. Vielleicht ist das als Beschreibung eines breit gefächerten Schweifs zu verstehen, wie er auch bei Komet C/2006 P1 (McNaught) beobachtet wurde.
Im Verlauf des Februar finden sich in den Aufzeichnungen vieler Kulturen aus der ganzen damals bekannten Welt Erwähnungen dieses Kometen. Ein armenischer Text spricht von einem „schrecklichen, großen und erstaunlichen Kometen, der jeden erschreckte, der ihn sah“. Er erschien am 13. Februar und blieb 50 Tage sichtbar. Bis zum 16. Februar wurde der Komet auch in klösterlichen Geschichtsbüchern aus England, Schottland, Frankreich, Italien, Niederlande, Belgien und Deutschland erwähnt. Eine walisische Chronik (s. u.) beschrieb ihn als „wundervoll zu betrachten, hinter sich her ziehend einen Lichtstrahl von der Dicke einer Säule und von außergewöhnlicher Helligkeit“.
In England wurde der Komet ab dem Abend des 16. Februar für drei Wochen als ein „seltsamer Stern im Süden und Westen“ gesehen. Auch dieser Bericht erwähnt „helle Strahlen“, die von dem Kometen ausgingen, ebenso wie die Chinesen.
Auch in muslimischen Ländern wurde der Komet gesehen, ein Text berichtet von „einem Stern am Himmel mit Haarlocken wie ein Regenbogen“, der mehrere Nächte zu sehen gewesen sei.

## Umlaufbahn
Obwohl es sehr viele Berichte über diesen Kometen gibt, sind die Aussagen zu seiner Bewegung am Himmel so widersprüchlich, dass für diesen Kometen keine Bahnelemente bestimmt werden konnten.
In der Vergangenheit hat dieser Komet immer das besondere Interesse der Astronomen geweckt. Es gab verschiedene Ansätze, diesen Kometen mit anderen Großen Kometen in direkten Zusammenhang zu bringen, was aber wegen der fehlenden genauen Bahnelemente immer spekulativ blieb. Bereits Edmond Halley schlug vor, dass der Komet C/1680 V1 von 1680 eine Wiederkehr des Kometen von 1106 gewesen sei, aber dies erwies sich als völlig unmöglich.
Ein durchaus ernstzunehmender Vorschlag kam von H. C. F. Kreutz, der 1891 vorschlug, dass der Komet von 1106 ein Mitglied der später nach ihm benannten Sungrazer  (Sonnenstreifer)-Gruppe gewesen sein könnte. Danach könnte der Komet C/1882 R1 (Großer Septemberkomet) von 1882, der Komet C/1965 S1 (Ikeya-Seki) von 1965 oder der Komet SOHO-620 von 2003 eine Wiederkehr des Kometen von 1106 gewesen sein. Es könnte aber auch sein, dass alle drei genannten Körper Bruchstücke eines gemeinsamen Vorläuferkometen sind, der irgendwann bei seinem Vorbeigang an der Sonne zerbrach.

## Erwähnungen in der Literatur
Eine kurze Bemerkung in einem walisischen Manuskript, bekannt als Brut y Tywysogion (die Chronik der Prinzen), beschreibt Folgendes:

“Yn y vlwydyn honno y gwelat seren anryued y gwelet yn anuon paladyr oheuni yn ol y chefyn ac o prafter colofyn y veint a diruawr oleuat idaw, yn darogan yr hyn a vei rac llaw: kanys Henri, amherawdyr Rufein, gwedy diruawryon vudugolyaetheu a chrefudussaf vched y Grist a orffowyssawd. A'e vab ynteu, wedy cael eistedua amherodraeth Rufein, a wnaethpwyt yn amherawdyr.”

„In diesem Jahr wurde ein Stern gesehen, wundervoll zu betrachten, hinter sich her ziehend einen Lichtstrahl von der Dicke einer Säule und von außergewöhnlicher Helligkeit, vorhersagend, was die Zukunft bringen wird: Denn Heinrich, Kaiser von Rom, nach gewaltigen Siegen und einem frommsten Leben in Christus fand seine Ruhe. Und sein Sohn, nachdem er den Sitz des römischen Reiches gewann, wurde Kaiser.“

### Weitere Erwähnungen
- De Significatione Cometarum
- Dai Nihon shi (1715)
- Wenxian tongkao (Ma Duanlin, 1308)
- Sung shih (1345)
- Hsü Thung Chien Kang Mu (1476)
- Historia Hierosolymitana